# Museo civico Amedeo Lia
Le Musée civique Amedeo Lia est basé à La Spezia, en Italie, via Prione 234.
Le musée a été ouvert en 1996 dans l'ancien complexe du couvent des frères de François de Paule pour abriter les nombreuses œuvres d'art données par le collectionneur Amedeo Lia à la ville.
La collection Lia comprend des peintures et des sculptures de la période du Moyen Âge au XVIIIe siècle, des ivoires, des bijoux, des glaçures, des verres et des miniatures.
Les expositions comprennent des œuvres de Pietro Lorenzetti, Sassetta, Foppa, Vivarini, Pontormo, Tiziano, Gentile Bellini, Canaletto, Pietro Bellotto, Guardi, Ferdinando Tacca, Jean Bologne et d'autres artistes.

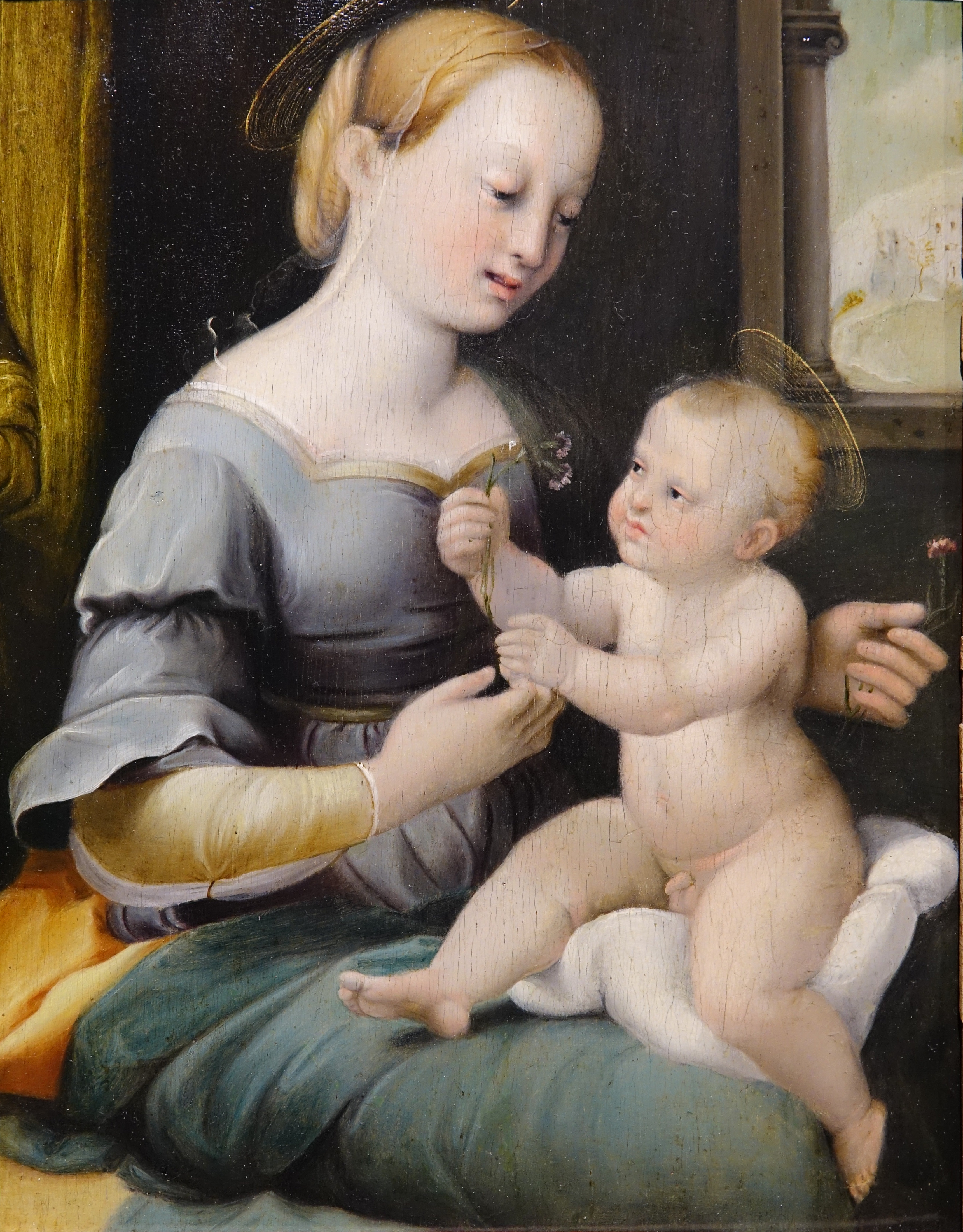
Raphaël.
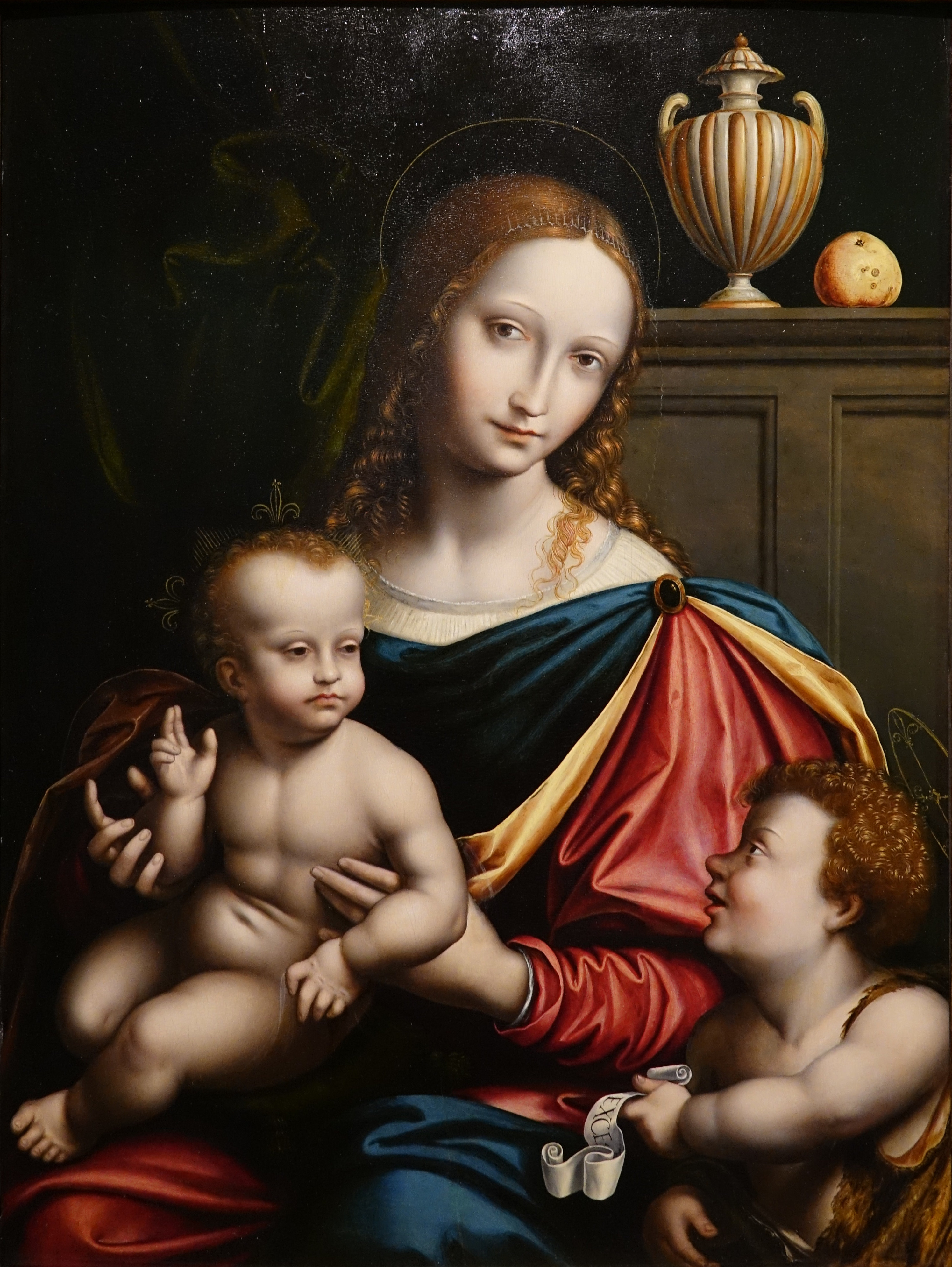
Giampietrino, Vierge à l'enfant avec Saint Jean.